# I'm Gonna Love You Just a Little More Baby
I'm Gonna Love You Just a Little More Baby è una canzone scritta, prodotta e registrata da Barry White nel 1973, pubblicata come primo singolo estratto dall'album I've Got So Much to Give.
Il singolo ebbe un'ottima accoglienza, raggiungendo la terza posizione della Billboard Hot 100 e la vetta della classifica Hot R&B/Hip-Hop Songs. Si trattò di un risultato sorprendente, soprattutto perché I'm Gonna Love You Just a Little More Baby era il primo lavoro da cantante di White, che fino a quel momento aveva lavorato principalmente da compositore e produttore, senza alcun interesse ad intraprendere una carriera da cantante.
Il singolo ricevette anche un disco d'oro dalla RIIA.

## Utilizzo del brano
Campionamenti di I'm Gonna Love You Just a Little More Baby sono stati usati in numerosi brani hip hop nel corso degli anni, da parte di artisti come Big Daddy Kane, Baby Bash, De La Soul, Eric B & Rakim, Ghostface Killah, LL Cool J, N.W.A., Mos Def, e Too Short. La canzone è stata inoltre inserita nella colonna sonora di Love Serenade, Alta fedeltà, Kissing Jessica Stein e Un ciclone in casa. Il brano è inoltre apparso in un episodio della settima stagione di Friends, ed in uno della prima stagione di Cold Case.

## Tracce
7" Single
1. I'm Gonna Love You Just A Little More Baby - 4:09
2. I've Got So Much To Give - 4:20

## Classifiche
| Classifica (1973)      | Posizione più alta |
| ---------------------- | ------------------ |
| U.S. Billboard Hot 100 | 3                  |
| U.S. R&B Chart         | 1                  |
| Regno Unito            | 23                 |
| Paesi Bassi            | 14                 |